# 우류군

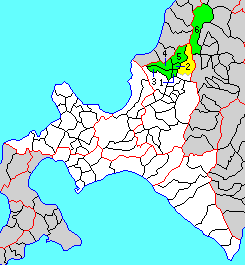
우류 군의 위치

우류군(일본어: 雨竜郡)은 일본 홋카이도 도오 지방(이시카리국)의 소라치 종합진흥국, 가미카와 종합진흥국 관내의 군이다.
인구 12,348명, 면적 1,496.06km², 인구밀도 8.25명/km².(2025년 2월 28일, 주민기본대장인구)
이하 6정으로 구성된다.
소라치 관내
- 모세우시정(妹背牛町)
- 짓푸베쓰정(秩父別町)
- 우류정(雨竜町)
- 호쿠류정(北竜町)
- 누마타정(沼田町)

가미카와 관내
- 호로카나이정(幌加内町)

## 역사
에도 시대의 우류 군역은 서 에조치에 속했고 마쓰마에번령이었다. 에도시대 후기가 되면서 국방상의 이유로 우류 군역은 천령이 되었다. 1869년 8월 15일에 우류 군이 두어져 홋카이도 이시카리국에 포함되었다.
- 2010년 4월 1일 - 호로카나이정이 가미카와 종합진흥국 관할로 이관되었다.